# The Hogg in Me
The Hogg in Me — компіляція американського лейблу Sick Wid It Records, видана 21 листопада 1995 р. Платівка посіла 36-ту сходинку чарту Top R&B/Hip-Hop Albums. На компіляції з'явились пісні з участю нових підписантів Sick Wid It Records, чиї альбоми вийшли у 1996–1997 рр.: гуртів Funk Mobb, Playaz Tryna Strive та The Mossie.
Деякі пісні у майбутньому з'явилися на інших релізах лейблу («Time to Mobb» — на It Ain't 4 Play, «Funk Season» — на Killa Kali, «Feel Ness Real» — на All Frames of the Game, «Can My Nine Get Ate» — на The Hemp Museum, «Get a Bar of This Game» — на Have Heart Have Money й «Did Dat» — на Paper Chasin'). Трохи змінений трек «Get a Bar of This Game» увійшов під назвою «Show No Shame» до дебютного студійного альбому гурту The Mossie (1997).

## Список пісень
| №  | Назва                    | Виконавці                        | Продюсер(и)                          | Тривалість |
| -- | ------------------------ | -------------------------------- | ------------------------------------ | ---------- |
| 1  | «Intro»                  | B-Legit                          | Studio Ton                           | 2:43       |
| 2  | «Time to Mobb»           | Funk Mobb, Little Bruce, Levitti | Levitti, K-Lou                       | 4:45       |
| 3  | «Funk Season»            | Celly Cel                        | K-Lou, Celly Cel                     | 4:56       |
| 4  | «Feel Ness Real»         | Playaz Tryna Strive              | Filthy Rich                          | 3:49       |
| 5  | «Can My Nine Get Ate»    | B-Legit                          | Studio Ton                           | 4:16       |
| 6  | «All Work No Play»       | A-1, Levitti                     | Stevie Wright, D. Jones, T. Langford | 5:02       |
| 7  | «Fortune Fuck the Fame»  | Gangsta P                        | Studio Ton                           | 3:48       |
| 8  | «Get a Bar of This Game» | The Mossie                       | Studio Ton                           | 4:46       |
| 9  | «Come a New»             | Levitti                          | Kevin Gardner, Redwine, Levitti      | 4:05       |
| 10 | «Did Dat»                | Suga-T, Levitti                  | E. Baker                             | 3:58       |
| 11 | «Dopefiction»            | Reservoir Hoggz                  | K-Lou, R. Parker                     | 4:46       |
| 12 | «2 Major»                | Young Dog                        | Dre «Young Dog» Riggins, Damian Law  | 4:17       |
| 13 | «It's Going Down»        | The Union                        | K-Lou                                | 4:30       |
| 14 | «Outro»                  |                                  | Studio Ton                           | 2:49       |

## Чартові позиції
| Чарт (1995)               | Найвища позиція |
| ------------------------- | --------------- |
| US Top R&B/Hip-Hop Albums | 36              |

## Учасники
- E. Бейкер — гітара, аранжування, клавішні, звукорежисер
- Д. Джонс, Б. Турмон, Д. Стівенс, С. Доусон, Джон Келлі, Тім Ленґфорд, Ліл Джі Сетерфілд — бек-вокал
- Кеба Конте, Тоні Сміт — фотографи
- Дре «Young Dog» Ріґґінс — аранжування, програмування, бек-вокал
- Studio Ton — гітара, аранжування, програмування, клавішні, звукорежисер, зведення
- С. Райт — клавішні